# World League di pallavolo 2001
La XII World League di pallavolo si svolse dall'11 maggio al 30 giugno 2001. Dopo la fase a gironi, la fase finale, a cui si qualificarono le prime squadre classificate nei quattro gironi di qualificazione, le tre migliori seconde e la Polonia, paese ospitante, si disputò dal 25 al 30 giugno a Katowice, in Polonia. La vittoria finale andò per la seconda volta al Brasile.

## Squadre partecipanti
Europa:
- Francia
- Germania
- Grecia
- Italia
- Jugoslavia
- Paesi Bassi
- Polonia
- Portogallo
- Russia
- Spagna

America:
- Argentina
- Brasile
- Cuba
- Stati Uniti
- Venezuela

Asia:
- Giappone

## Gironi
| Gruppo A                        | Gruppo B                        | Gruppo C                            | Gruppo D                                 |
| ------------------------------- | ------------------------------- | ----------------------------------- | ---------------------------------------- |
| Argentina Francia Italia Spagna | Grecia Polonia Russia Venezuela | Cuba Giappone Jugoslavia Portogallo | Brasile Germania Paesi Bassi Stati Uniti |

## Fase finale

### Finali 1º e 3º posto
|  | Semifinali | Semifinali | Semifinali |         |        | Finale          | Finale          | Finale          |  |
|  |            |            |            |         |        |                 |                 |                 |  |
|  | Brasile    | Brasile    | 3          |         |        |                 |                 |                 |  |
|  | Brasile    | Brasile    | 3          |         |        |                 |                 |                 |  |
|  | Russia     | Russia     | 2          |         |        |                 |                 |                 |  |
|  | Russia     | Russia     | 2          |         | Italia | Italia          | 0               |                 |  |
|  |            |            |            |         | Italia | Italia          | 0               |                 |  |
|  |            |            | Brasile    | Brasile | 3      |                 |                 |                 |  |
|  | Jugoslavia | Jugoslavia | Brasile    | Brasile | 3      | 2               |                 |                 |  |
|  | Jugoslavia | Jugoslavia |            |         |        | 2               |                 |                 |  |
|  | Italia     | Italia     | 3          |         |        | Finale 3º posto | Finale 3º posto | Finale 3º posto |  |
|  | Italia     | Italia     | 3          |         |        |                 |                 |                 |  |
|  |            |            |            |         |        |                 |                 |                 |  |
|  |            |            |            |         |        | Jugoslavia      | Jugoslavia      | 0               |  |
|  |            |            |            |         |        | Jugoslavia      | Jugoslavia      | 0               |  |
|  |            |            |            |         |        | Russia          | Russia          | 3               |  |

## Classifica finale
| Classifica | Squadre     |
| ---------- | ----------- |
|            | Brasile     |
|            | Italia      |
|            | Russia      |
| 4          | Jugoslavia  |
| 5          | Cuba        |
| 5          | Francia     |
| 7          | Paesi Bassi |
| 7          | Polonia     |
| 9          | Giappone    |
| 9          | Grecia      |
| 9          | Spagna      |
| 9          | Stati Uniti |
| 13         | Argentina   |
| 13         | Germania    |
| 13         | Portogallo  |
| 13         | Venezuela   |

## Premi individuali
- MVP: Ivan Miljković
- Miglior schiacciatore: André Nascimento
- Miglior muro: Gustavo Endres
- Miglior servizio: Luigi Mastrangelo